# Concistori di papa Celestino V

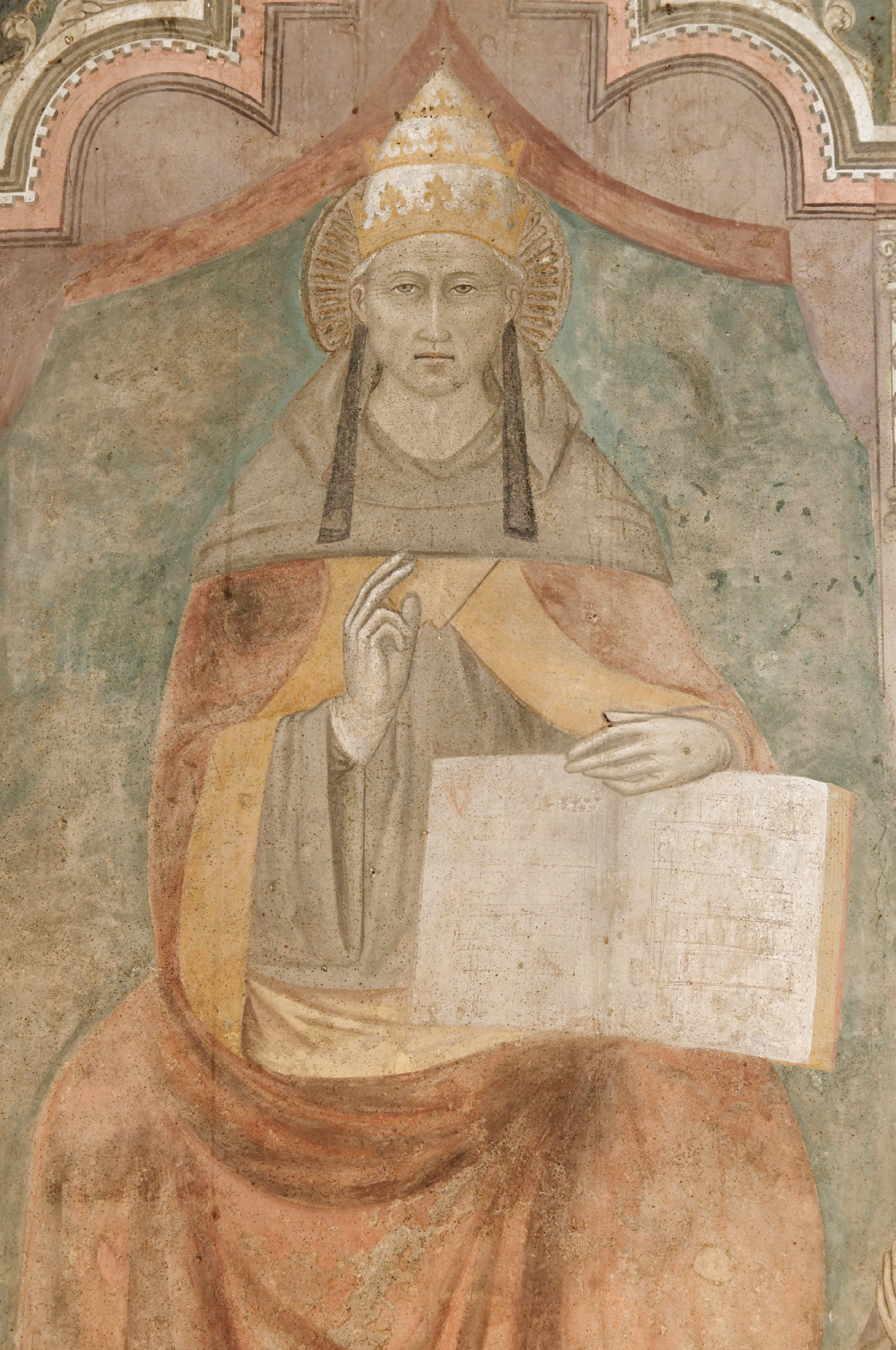
Papa Celestino V

Questa voce raccoglie l'elenco completo dei concistori presieduti da papa Celestino V per la creazione di nuovi cardinali, con l'indicazione di tutti i cardinali creati su cui si hanno informazioni documentarie (13 nuove nomine in un solo concistoro). I nomi sono elencati in ordine di creazione.

## 18 settembre 1294
1. Simon de Beaulieu, arcivescovo di Bourges (Francia); creato cardinale vescovo di Palestrina (morto nell'agosto 1297)
2. Bérard de Got, arcivescovo di Lione (Francia), fratello maggiore del futuro papa Clemente V; creato cardinale vescovo di Albano (morto nel giugno 1297)
3. Tommaso di Ocre, O.S.B.Cel., abate di San Giovanni in Piano; creato cardinale presbitero di Santa Cecilia (morto nel maggio 1300); beato
4. Jean Le Moine, vescovo di Arras (Francia), vice-cancelliere di Santa Romana Chiesa; creato cardinale presbitero dei Santi Marcellino e Pietro (morto nell'agosto 1313)
5. Pietro dell'Aquila, O.S.B., vescovo di Valva-Sulmona; creato cardinale presbitero di Santa Croce in Gerusalemme (morto nel giugno 1298)
6. Guillaume de Ferrières, creato cardinale presbitero di San Clemente (morto nel settembre 1295)
7. Nicolas (l'Aide) de Nonancour, cancelliere capitolare della Cattedrale di Parigi; creato cardinale presbitero di San Marcello (morto nel settembre 1299)
8. Robert de Pontigny, O.Cist., superiore generale del suo Ordine; creato cardinale presbitero di Santa Pudenziana (morto nell'ottobre 1305)
9. Simon d'Armentières, O.S.B.Clun., creato cardinale presbitero di Santa Balbina (morto verso maggio 1297)
10. Landolfo Brancaccio, creato cardinale diacono di Sant'Angelo in Pescheria (morto nell'ottobre 1312)
11. Guglielmo Longhi, cancelliere di Carlo II d'Angiò, Re di Sicilia; creato cardinale diacono di San Nicola in Carcere (morto nell'aprile 1319)
12. Francesco Ronci, O.S.B.Cel., primo superiore generale della sua Congregazione; creato cardinale presbitero di San Lorenzo in Damaso (morto dopo ottobre 1294)
13. Giovanni di Castrocoeli, O.S.B.Cas., arcivescovo di Benevento; creato cardinale presbitero di San Vitale (morto nel febbraio 1295)

## Fonti
- (EN) Current and historical information about the Bishops and Dioceses of the Catholic Hierarchy around the world, su catholic-hierarchy.org.
- (EN) Salvador Miranda, Celestine V, su fiu.edu – The Cardinals of the Holy Roman Church, Florida International University. URL consultato il 28 luglio 2015.